# Angelo Acciaiuoli
Angelo Acciaiuoli (Florència 15 d'abril de 1349-Pisa 31 de maig de 1408) fou un religiós florentí.
fill de Jacopo Acciaiuoli i germà de Neri I Acciaiuoli.
Fou cardenal prelat el 17 de desembre de 1384, cardinal prelat del títol de San Lorenzo in Damaso el 20 de novembre del 1385 i fins al 29 d'agost del 1397, cardenal bisbe de la diòcesi Suburbicària d'Òstia i Velletri el 29 d'agost de 1397, bisbe de Rapolla el 3 de desembre del 1375 i fins al 26 de juny de 1383, bisbe de Florència des aquesta data del 1383 fins al 1387, canònic de la catedral de Patres des del 1362, llegat Pontifici a Nàpols des del 14 de març del 1390 al 6 de febrer de 1395, corregent de Nàpols del 1390 al 1394, llegat Pontifici de la Marca d'Ancona el 1391, llegat Pontifici at latere a Hongria, Bohèmia, Polònia, Valàquia, Bulgària, Dalmàcia, Croàcia, Esclavònia i Bòsnia per butlla pontifícia de l'1-2 de juny del 1403 i vicecanceller de l'Església des el 29 d'agost del 1405.
Va morir a Pisa el 31 de maig del 1408.